# 彼得·舒尔茨
彼得·舒尔茨（英語：Peter G. Schultz，1956年6月23日—），生于美國俄亥俄州辛辛那提，是斯克里普斯研究所化学教授。舒尔茨的工作涵盖了化学、生物学和材料科学领域，包括：催化抗体的发现以及利用它们研究生物催化反应的基本机制和约束力和催化功能的进化、将生物体的遗传密码系统的扩展到包括非天然氨基酸、在化学、生物学和材料科学中大量应用聚合方法。

## 简介
舒尔茨教授在同行评议的科学类期刊上发表过超过500篇论文，包括多种著名的期刊，例如：科学，美国国家科学院院刊以及美国化学会誌。舒尔茨教授指导过超过300名研究生及博士后研究员，其中有很多人现在各类主要研究型大学任职。 舒尔茨教授是美国科学院院士（1998年当选），他同时也兼任很多编辑或科学委员会委员。舒尔茨教授创办了很多公司，包括Affymax Research Institute，Symyx Technologies，Syrrx，Kalypsys，Phenomix，Ilypsa，Ambrx和Wildcat Discovery Technologies，他也是在化学、生物、药学和材料学等领域应用高通量技术的领军人物。

### 学术背景
舒尔茨在1979年从加州理工学院毕业并取得学士学位，之后继续在加州理工攻读博士学位，师从彼得·德万。他的博士工作主要集中于合成及鉴定1,1-diazene化合物以及合成有序列选择性的多吡咯DNA结合或切割分子。毕业之后，他在麻省理工学院的克里斯托弗·沃尔什课题组工作了一年，随后便作为一个化学方面的助理教授加入加州大学伯克利分校。1985年他成为劳伦斯伯克利国家实验室的项目首席科学家，之后在1994年他成为霍华德·休斯医学研究所的研究员。1999年，舒尔茨搬到位于圣迭戈的斯克里普斯研究所，同时也就任诺华研究基金会基因组研究所的创始所长。该研究所一开始是作为诺华的一个纯粹的基因组研究分部，在舒尔茨任职期间，员工比预计的翻了3倍（现在雇员约500人），并且开展了许多新药开发项目。2010年3月，他离开了诺华研究基金会基因组研究所。之后在2012年3月，他创建了非营利性质的加州生物医药研究所。